# Nástrčkový klíč

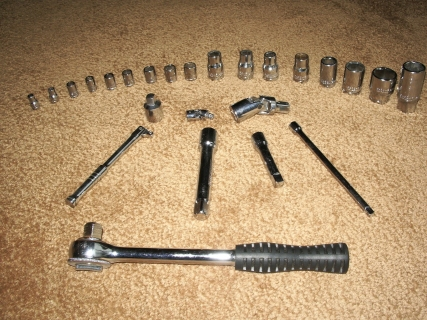
Sada nástrčkových klíčů. Řady odshora: nástrčné hlavice, nástavec a dvě univerzální spojky, nástavky a ráčna

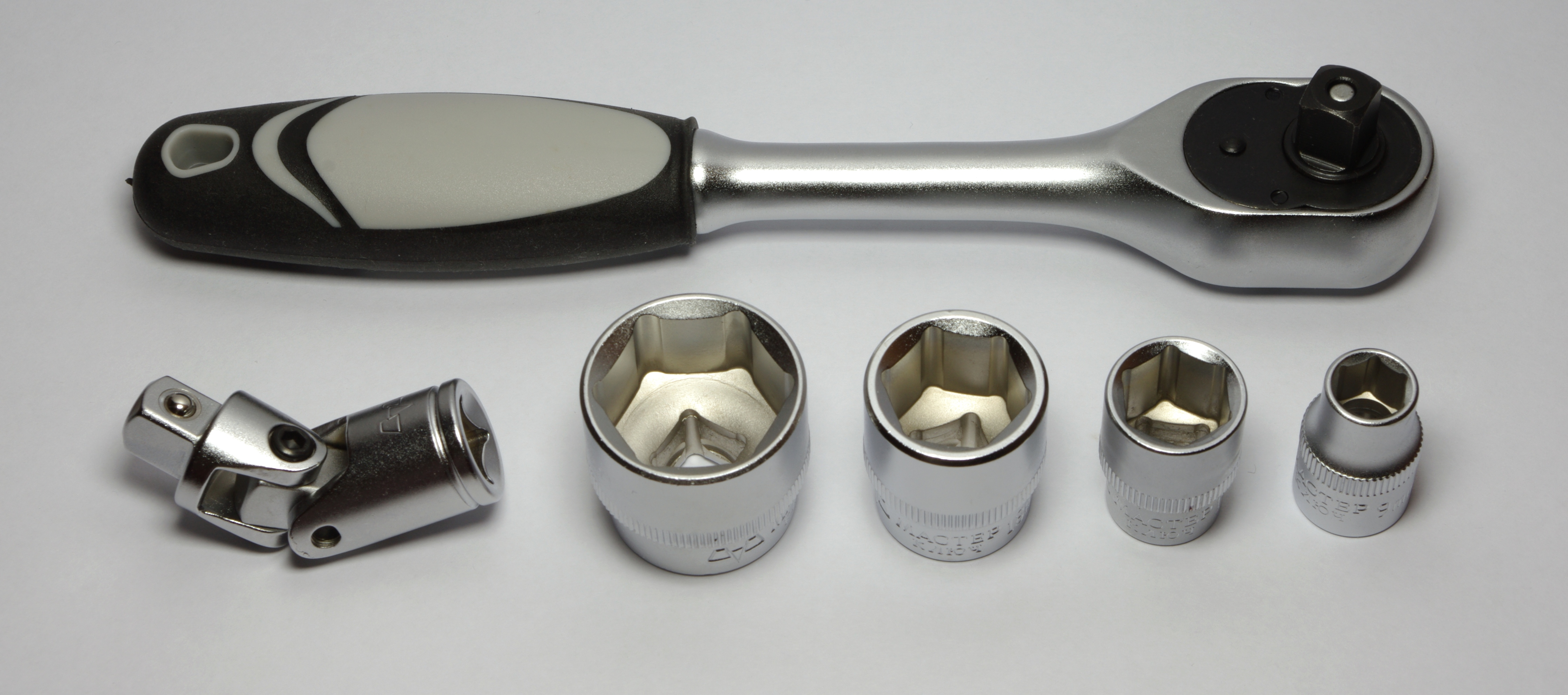
Ráčna a nástrčné hlavice

Nástrčný klíč, (dříve také nástrčkový klíč), nástrčná hlavice, nebo slangově ořech, je výměnná hlavice klíče, která se používá v kombinaci s ráčnou či jinou rukojetí nebo se upíná do elektrického nářadí,  rázového utahováku nebo (pomocí adaptéru) akušroubováku. Výměnné hlavice nástrojů však lze používat i bez ráčny, typicky na jediném nosném dříku společném pro celou sadu.

## Sada nástrčných klíčů
Sada nástrčných klíčů složená z alespoň jedné ráčny a několika nástrčných hlavic (ořechů), umístěná dříve v plechovém, dnes převážně plastovém kompaktním pouzdru, byla v Československu nazývána jako Gola sada, zkráceně Gola.
Sady nástrčných klíčů mohou obsahovat množství nástrčných a zástrčných hlavic, ručního nářadí, nástavců či kloubů a dalšího příslušenství. Sada nemusí obsahovat jen jednu ráčnu, může obsahovat více jejich druhů. Ke každé velikosti ráčny musí být jiná sada nástrčných a zástrčných hlavic, nebo nějaká hlavice umožňující přechod mezi velikostmi hlavic a čtyřhranů (redukce, přechodky).

### Gola
Gola sada je výraz používaný v ČR a SR jako obecné pojmenování pro sadu/kufřík nářadí nástrčných klíčů, který původně pochází od názvu výrobku české firmy Tona.
Okolo roku 1960 firma Tona uvedla na trh sadu nářadí v plechové krabici, pod tehdejším názvem „Tona-Gola“. Ochrannou známku tohoto znění dnes drží nadnárodní korporace Stanley Black & Decker, ke které dnes podnik Tona patří. Gola sady se pod tímto názvem stále vyrábějí. Firma Tona i jiné se pokusily o získání ochranných známek a názvu „Gola“ i pro jiné výrobky, nicméně neúspěšně.

## Příslušenství
hlavice nástrčné
Nástrčné hlavice, též ořechy nástrojů, bývají typicky se stopkou čtvercového průřezu o rozměrech (palcových) 1/4", 3/8", 1/2", 3/4", 1" ba i větší:
- na metrické matice
- prodlužovací
- s kardanovým kloubem
- se zvláštním určením, například nástrčný klíč na motorové zapalovací svíčky (16, 21 mm)

hlavice zástrčné
Zástrčné hlavice, též bity nástrojů (z angličtiny kousky), bývají typicky s průřezem pravidelného šestistranu unifikované velikosti, dělají se však i menší. Nástroje hlavic pak bývají například:
- T-profil
- E-profil
- inbus
- křížové PH a PZ
- ploché PL

Výměnné hlavice nástrojů lze používat jak na ráčnách, tak i na prostém ručním nářadí, např. na jednotném dříku a rukojeti nebo vratidle společném pro celou sadu nástrojů. Takto výrobci šetří sobě náklady a kutilům místo pro uskladnění.

## Zajímavost
V prosinci 2014 se nástrčný klíč stal prvním nářadím, které kdy bylo vytištěno na 3D tiskárně ve vesmíru a to konkrétně na palubě Mezinárodní vesmírné stanice po zaslání potřebného návodu k tisku astronautům americkou NASA.